# Sattelfleck-Schweinslippfisch

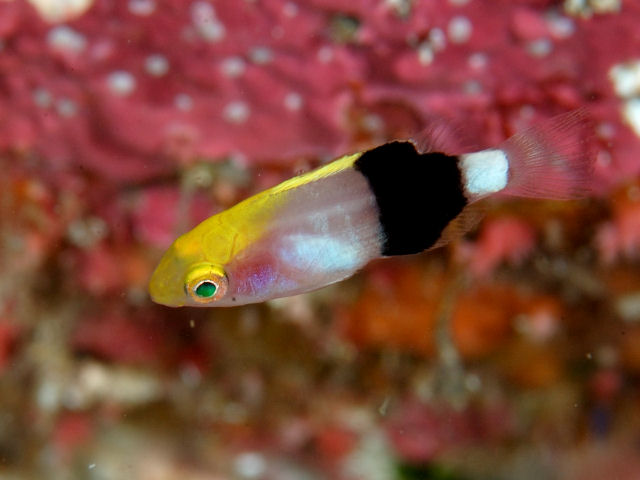
Jungfisch

Der Sattelfleck-Schweinslippfisch (Bodianus bilunulatus) ist eine Fischart aus der Familie der Lippfische (Labridae). Sie kommt im tropischen Indopazifik von der Küste Ostafrikas über die Philippinen bis nach Japan und Hawaii im Norden und Neukaledonien im Osten vor.

## Merkmale
Der Sattelfleck-Schweinslippfisch wird 50 bis 55 cm lang. Der Rumpf ist seitlich abgeflacht; seine Höhe ist 2,8 bis 3,1 mal in der Standardlänge enthalten. Das Kopfprofil ist sanft gebogen, die Schnauze bildet einen spitzen Winkel. In jedem Kiefer befinden sich vorne 4 kräftige Eckzähne. Ein großer, gebogener Zahn befindet sich im hinteren Oberkieferbereich. Der Gaumen ist zahnlos. Die Seitenlinie ist etwas gebogen und durchgehend. Die Schwanzflosse ist bei adulten Fischen eingebuchtet mit zugespitzten oberen und unteren Enden. Die Körperbeschuppung reicht bis auf die Basen von Rücken- und Afterflosse. Vor der Rückenflosse reicht die Beschuppung bis zum hinteren Augenrand. Auch die Wangen und die Kiemendeckel sind beschuppt. Der Unterkiefer ist unbeschuppt.
Morphometrie:
- Flossenformel: Dorsale XII/10; Anale III/12; Pectorale ii/14(15).
- Schuppenformel: SL 30–32.

Wie viele Lippfische entwickeln sich die Fische bei Erreichen der Geschlechtsreife zunächst zu Weibchen und wechseln im Lauf des Lebens das Geschlecht. Der Geschlechtswechsel findet bei einer Größe von 38,5 bis 40,5 cm statt. Weibchen sind vorne weiß und werden zum Hinterkörper hin zunehmend gelblicher. Zahlreiche braune Längslinien verlaufen auf Kopf und Rumpf. Ein schwarzes Band verläuft von der Schnauze unterhalb der Augen bis zum oberen Kiemendeckel. Darunter liegt ein noch breiteres weißes Band. Im hinteren Rückenbereich befindet sich ein schwarzer Sattelfleck. Je zwei Rote Linien verlaufen von den Augen radial nach vorn und nach hinten. Die Rückenflosse ist weißlich-rosa und zeigt im Bereich der ersten 4 oder 5 Hartstrahlen einen auffälligen schwarzen Fleck. Die Afterflosse ist weißlich, die Schwanzflosse rötlich. Die Brustflossen sind rosa bis transparent, die Bauchflossen weiß oder weißrosa. Männchen sind rotbraun, wobei die Farbe des Sattelflecks im hinteren Rückenbereich zu einem verschwommenen Grau reduziert worden ist. Bei Jungfischen und halbwüchsigen Exemplaren ist der gesamte hintere Rumpf von der Rücken- bis zur Afterflosse schwarz.

## Lebensweise
Der Sattelfleck-Schweinslippfisch lebt in Korallenriffen in Tiefen von 3 bis 160 Metern, wobei größere Exemplare vor allem in größeren Tiefen, wo die benthische Fauna vor allem aus Schwämmen und Weichkorallen besteht, vorkommen. Der Lippfisch ernährt sich vor von bodenbewohnenden hartschaligen Wirbellosen, wie Weich- und Krebstieren.